# Vuelo 1581 de Delta Air Lines
El vuelo 1581 de Delta Air Lines fue un accidente de aviación que tuvo lugar el 7 de enero de 1992 en Dallas, Estados Unidos. Un avión Boeing 737-200 perdió una turbina tras despegar del Aeropuerto Internacional de Dallas-Fort Worth.

## Aeronave
La aeronave accidentada era un Boeing 737-200. El avión realizó su primer vuelo el 9 de mayo de 1984 y fue entregado a Delta Air Lines el 10 de agosto de ese mismo año.

## Accidente
El Boeing 737-200 despegó del Aeropuerto Internacional de Dallas-Fort Worth a la 1:30 pm CST. Y perdió la turbina de la direcha en el despegue hacia el Aeropuerto Intercontinental George Bush. Los pilotos pudieron aterrizar el avión en unos 12 minutos en 1:42 PM CST.
La aeronave permaneció en pista mientras los pasajeros eran trasladados a la terminal del aeropuerto. La mayoría de los pasajeros a bordo del avión fueron colocados en otros vuelos a Houston.